# Calliobothrium tylotocephalum
Calliobothrium tylotocephalum är en plattmaskart som beskrevs av Alexander 1963. Calliobothrium tylotocephalum ingår i släktet Calliobothrium och familjen Onchobothriidae. Inga underarter finns listade i Catalogue of Life.